# Christian Kellner (Rennfahrer)
Christian „Kelle“ Kellner (* 7. Dezember 1971) ist ein deutscher Motorradrennfahrer.

## Karriere
Christian Kellner fuhr sein erstes Rennen 1994 im ADAC Junior Cup auf dem Nürburgring. Nach dem Wechsel in die Deutsche 125-cm³-Meisterschaft folgte 1996 der Deutsche Meistertitel und der fünfte Platz in der Europameisterschaft in dieser Klasse. 1997 und 1998 fuhr Kellner in der Klasse Supersport die Deutsche Meisterschaft, die er im zweiten Jahr als Vierter abschloss und schaffte daraufhin den Sprung in die Weltmeisterschaft.
Von 1999 bis 2004 startete Christian Kellner in der Supersport-Weltmeisterschaft für das in Neuss stationierte Team Yamaha Motor Germany auf Yamaha YZF-R6. Im ersten Jahr belegte er mit Rang zwei beim Österreich-Lauf in Zeltweg als bestem Resultat auf Anhieb Rang sechs in der Gesamtwertung, nur zwei Positionen hinter seinem Teamkollegen Jörg Teuchert. Die folgende Saison war die beste in Kellners Supersport-WM-Karriere. Er gewann in Misano und Valencia und belegte in der Gesamtwertung mit 122 Zählern Rang vier, nur 14 Punkte hinter Teamkollege Teuchert, der Weltmeister wurde. Nach dem 14. Rang 2001 wurde Christian Kellner 2002 erneut WM-Sechster und lag damit im Endklassement erstmals vor Jörg Teuchert, der immer noch sein Teamkollege war.
Nach wiederum Rang sechs 2003 mit Sieg beim Japan-Lauf in Sugo und dem 13. Platz 2004 wechselte Christian Kellner zur folgenden Saison zurück in die Deutsche Meisterschaft. 2005 und 2006 fuhr er in der IDM-Superbike-Klasse für Wilbers Racing eine Suzuki GSX-R 1000. Im ersten Jahr wurde er Neunter, die Saison 2006 schloss er mit einem Sieg am Hockenheimring als bestem Resultat im als Gesamt-Sechster ab. 2007 pilotierte Kellner in der IDM Supersport mit mäßigem Erfolg eine GSX-R 600 im Team Suzuki International Europe. Zur Saison 2008 kehrte er in die Superbike-Klasse zurück, trat für Team Hertrampf-Racing/Ducati 4U auf einer Ducati 1098R an und wurde Gesamt-15.
In den Saisons 2009 und 2010 ging Kellner für SKM Racing-Shell Advance auf Yamaha YZF-R6 in der IDM Supersport an den Start und verbuchte die Ränge vier und acht in der Gesamtwertung.

## Statistik

### Erfolge
- 1996 – Deutscher 125-cm³-Meister auf Honda

### In der Supersport-Weltmeisterschaft
| Saison | Team                     | Motorrad      | Rennen | Siege | Zweiter | Dritter | Poles | Schn. Runden | Punkte | Ergebnis |
| ------ | ------------------------ | ------------- | ------ | ----- | ------- | ------- | ----- | ------------ | ------ | -------- |
| 1998   | Laux Racing              | Suzuki        | 3      | –     | –       | –       | –     | –            | 14     | 22.      |
| 1999   | Yamaha Deutschland       | Yamaha        | 11     | –     | 1       | –       | –     | 1            | 94     | 6.       |
| 2000   | Alpha Technik Yamaha     | Yamaha YZF-R6 | 11     | 2     | 1       | –       | 1     | 1            | 122    | 4.       |
| 2001   | Wilbers Suspension       | Yamaha YZF-R6 | 11     | –     | –       | 1       | –     | –            | 51     | 14.      |
| 2002   | Yamaha Motor Germany     | Yamaha YZF-R6 | 11     | –     | –       | 1       | –     | 1            | 94     | 6.       |
| 2003   | Yamaha Motor Deutschland | Yamaha YZF-R6 | 11     | 1     | –       | –       | –     | 1            | 90     | 6.       |
| 2004   | Yamaha Motor Deutschland | Yamaha YZF-R6 | 10     | –     | –       | –       | –     | –            | 30     | 13.      |
| 2007   | LBR Racing Team          | Ducati 749R   | 1      | –     | –       | –       | –     | –            | –      | –        |
| Gesamt | Gesamt                   | Gesamt        | 69     | 3     | 2       | 2       | 1     | 4            | 495    |          |